# Тер-Арутюнянц, Георгий Иосифович
Гео́ргий Ио́сифович Тер-Арутюня́нц (1914 — 2004) — советский и украинский инженер-конструктор, Заслуженный строитель УССР (1982). 

## Биография
- С 1933 по 1935 гг. работал в проектной конторе «Мосдонбудпроект»;
- В 1940 г. окончил Киевский инженерно-технический институт;
- С 1941 по 1944 гг. воевал, окончил Высшую офицерскую школу, дошел до звания лейтенанта;
- С 1945 по 1993 гг. работал в проектном институте «Гипроград» на должности инженера-конструктора. Впоследствии стал главным конструктором, а затем главным инженером.

Почти 50 лет (до самой смерти) проработал в Гипрограде с такими архитекторами как И. Каракис и мн. др., разрабатывал множество новаторских типовых проектов.

## Проекты
- Разработал генеральную схему размещения производственных сил УССР;
- Разработал генеральную схему размещения мест отдыха;
- В 1956—1960 помогал архитектору Иосифу Каракису в строительстве школы № 80 по бул. Дружбы Народов в г. Киеве.
- Проект санаторного комплекса в Конче-Заспе;
- Проект музыкально-драматического театра в г. Тернополе, Полтаве, Виннице;
- Проект санатория «Украина» в г. Гагры;
- Проект санатория «Юный ленинец» в г. Евпатории;
- А также типовые проекты школ; жилищные и административные здания;
- и др.

## Награды
- Заслуженный строитель УССР (1982);
- Орден Трудового Красного Знамени (1966).